# Lucjan Zdzisław Rudnicki

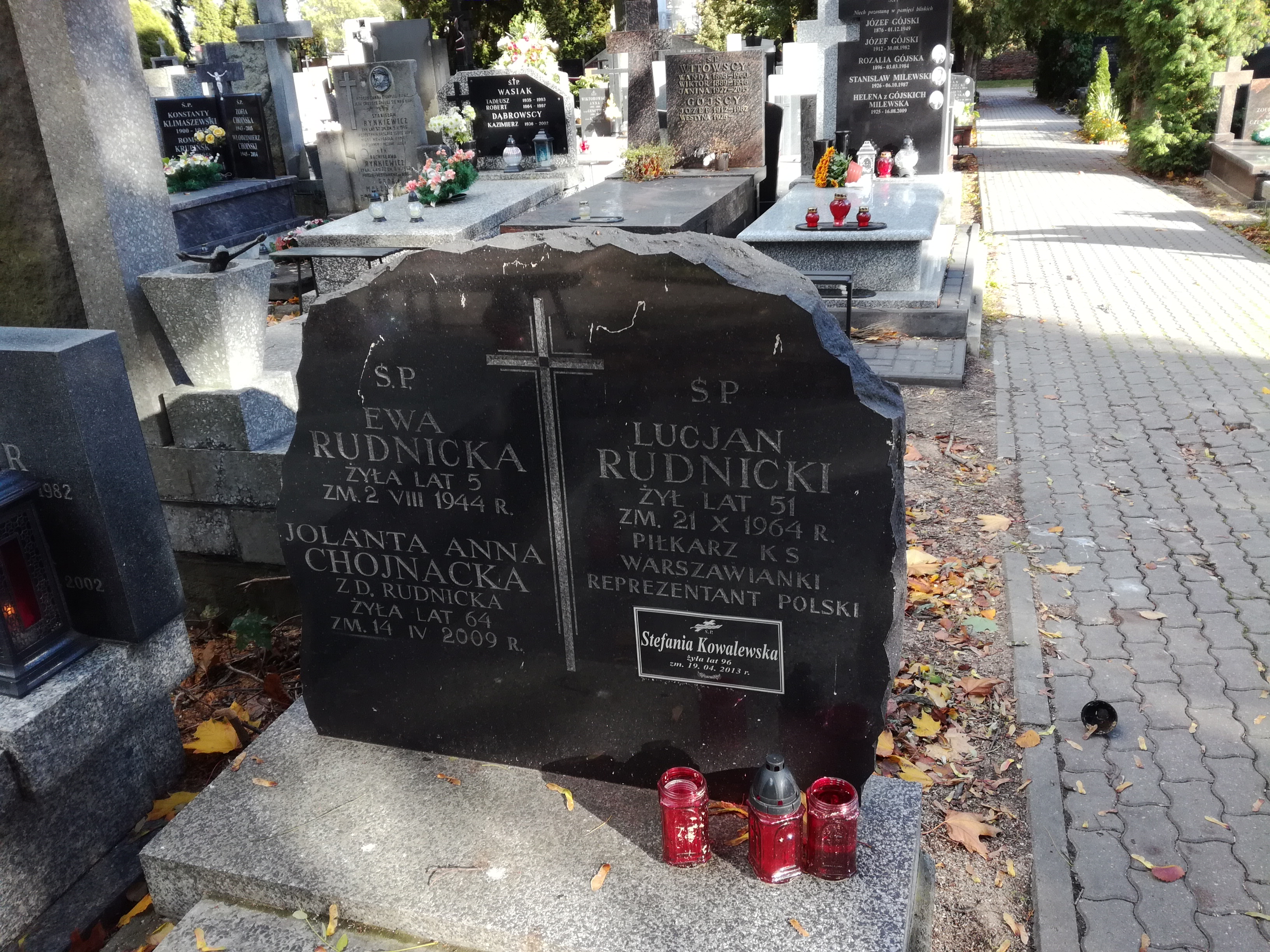
Grób Lucjana Rudnickiego na cmentarzu Bródnowskim

Lucjan Zdzisław Rudnicki (ur. 30 czerwca 1913 w Warszawie, zm. 20 października 1964 w Warszawie) – polski piłkarz, reprezentant Polski.
Grał na pozycji bramkarza. Był wychowankiem Warszawianki, w której występował od 1928 do 1939 (w I lidze w latach 1934–1939). Rozegrał 46 meczów pierwszoligowych. Po wojnie występował w klubie Syrena Warszawa (do 1948).
Jeden raz zagrał w reprezentacji Polski w meczu z reprezentacją Łotwy 6 września 1936 w Rydze zremisowanym 3:3. Bronił od 65 minuty i puścił trzy bramki.
Był także bramkarzem w piłce ręcznej.
Po zakończeniu kariery był trenerem warszawskich drużyn piłkarskich. Zmarł w 1964, został pochowany na cmentarzu Bródnowskim w Warszawie (kw. 5B-6-32).